# Amblypharyngodon
Genre
Amblypharyngodon est un genre de poissons téléostéens de la famille des Cyprinidae et de l'ordre des Cypriniformes.

## Liste des espèces
Selon FishBase (26 août 2015) :
- Amblypharyngodon atkinsonii (Blyth, 1860)
- Amblypharyngodon chulabhornae Vidthayanon & Kottelat, 1990
- Amblypharyngodon melettinus (Valenciennes, 1844)
- Amblypharyngodon microlepis (Bleeker, 1853)
- Amblypharyngodon mola (Hamilton, 1822)

## Galerie

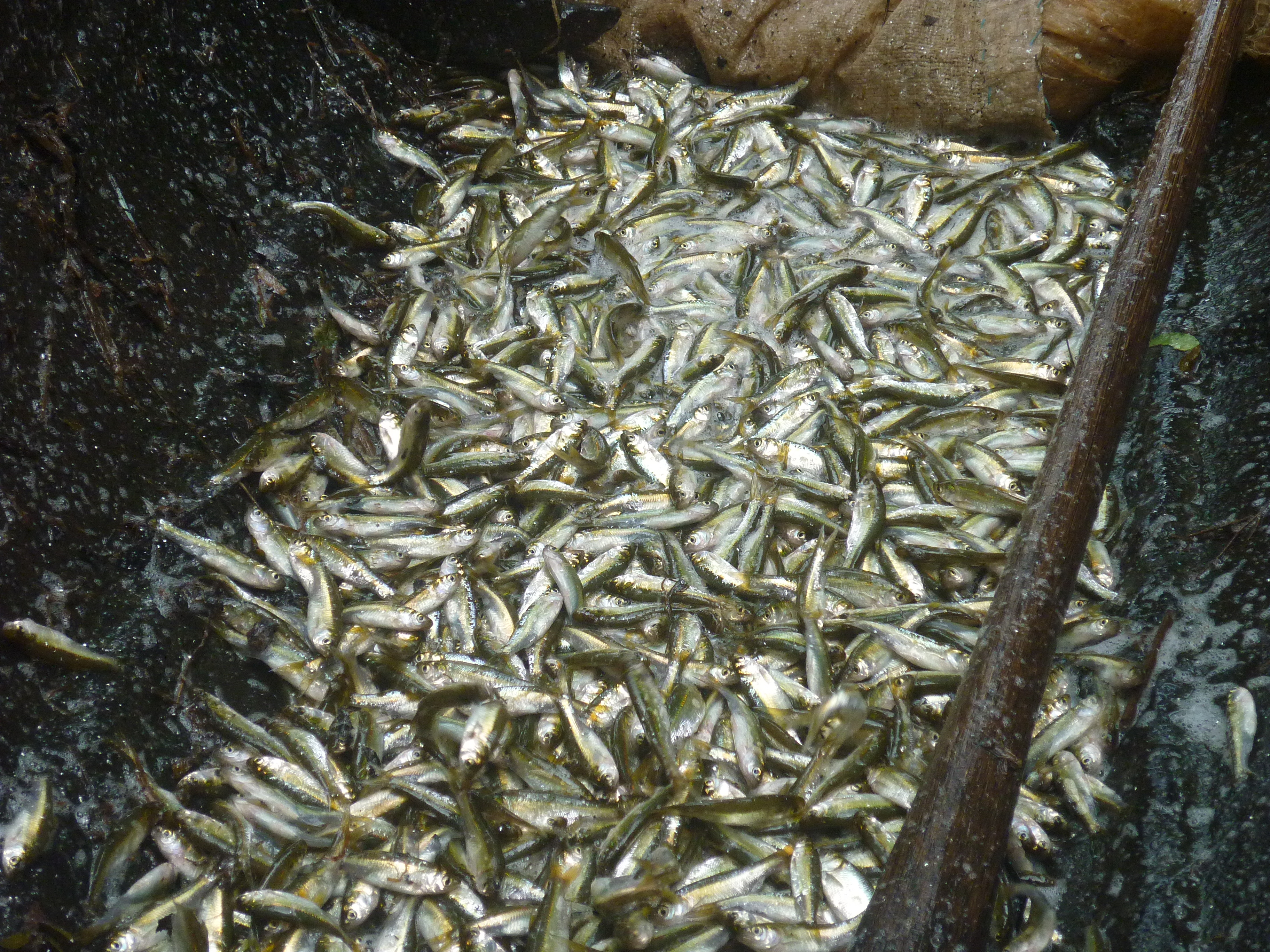
Amblypharyngodon sp.